# Hanomag
Hannoversche Maschinenbau AG (Hanomag) – przedsiębiorstwo przemysłu maszynowego założone w roku 1835 w Linden, obecnie dzielnicy Hanoweru. Produkowało swego czasu maszyny parowe, parowozy, samochody ciężarowe i osobowe, oraz ciągniki rolnicze i maszyny budowlane.

## Historia
Firma Eisen-Giesserey und Maschinenfabrik Georg Egestorff, następnie przekształcona 1871 w spółkę akcyjną Hannoversche Maschinenbau-Actien-Gesellschaft vormals Georg Egestorff, przyjęła jako adres telegraficzny skrót Hanomag. W 1934 większość akcji została przejęta przez Bochumer Verein für Gußstahlfabrikation und Bergbau AG.
W 1958 Hanomag został przejęty przez Rheinstahl. W 1969 połączono działy pojazdów użytkowych Hanomaga i zakładów Henschel tworząc spółkę Hanomag-Henschel Fahrzeugwerke GmbH (HHF). W latach siedemdziesiątych XX wieku wówczas powszechnie znany niemiecki przedsiębiorca Horst-Dieter Esch przejął zakłady Hanomaga i wcielił je obok wielu innych zakładów budowy maszyn budowlanych do swego międzynarodowego holdingu IBH, który wkrótce zbankrutował, a prezes Esch w roku 1984 został skazany na 6 lat i sześć miesięcy więzienia i grzywnę 90 000 DM za oszustwo związane z upadłością spółki.
Od 1989 drugi co do wielkości na świecie producent maszyn budowlanych Komatsu przejmował udziały w spółce Hanomag AG, która od 2002 jako spółka Komatsu Hanomag GmbH wchodzi w skład tego międzynarodowego przedsiębiorstwa.

## Parowozy
Zakłady Hanomag przez wiele lat aż do roku 1920 należały do najbardziej znaczących producentów parowozów w Niemczech. Już w 1846 Georg Egestorff dostarczył swój pierwszy parowóz do pociągu otwierającego nowo wybudowaną linię kolejową z Lehrte do Hildesheim. W roku 1868 przedsiębiorca i finansista Bethel Strousberg odkupił zakład w Linden, aby uniezależnić się od dostawców parowozów dla swych linii kolejowych. Strousberg przez racjonalizację procesu wytwarzania zdołał znacznie powiększyć zdolności produkcyjne fabryki. Z biegiem lat produkcja się rozwijała, dostarczano parowozy przede wszystkim dla kolei w Prusach, oraz w innych landach Niemiec, jak również do 40% produkcji było eksportowane. Ogółem do roku 1931 wyprodukowano 10 578 parowozów. Jednak ze względów formalnych ostatni parowóz był oznaczony numerem 10765.
Również Hanomag dostarczył w 1923 roku dla polskich kolei 5 parowozów, które otrzymały oznaczenie PKP Ok22 o numerach do Ok22-5.

## Galeria

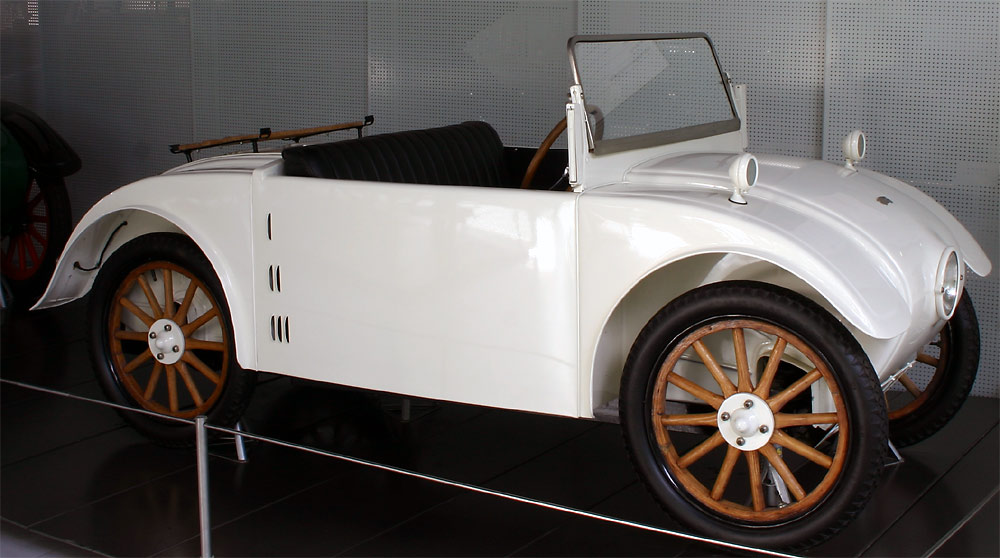
Hanomag 2/10 PS
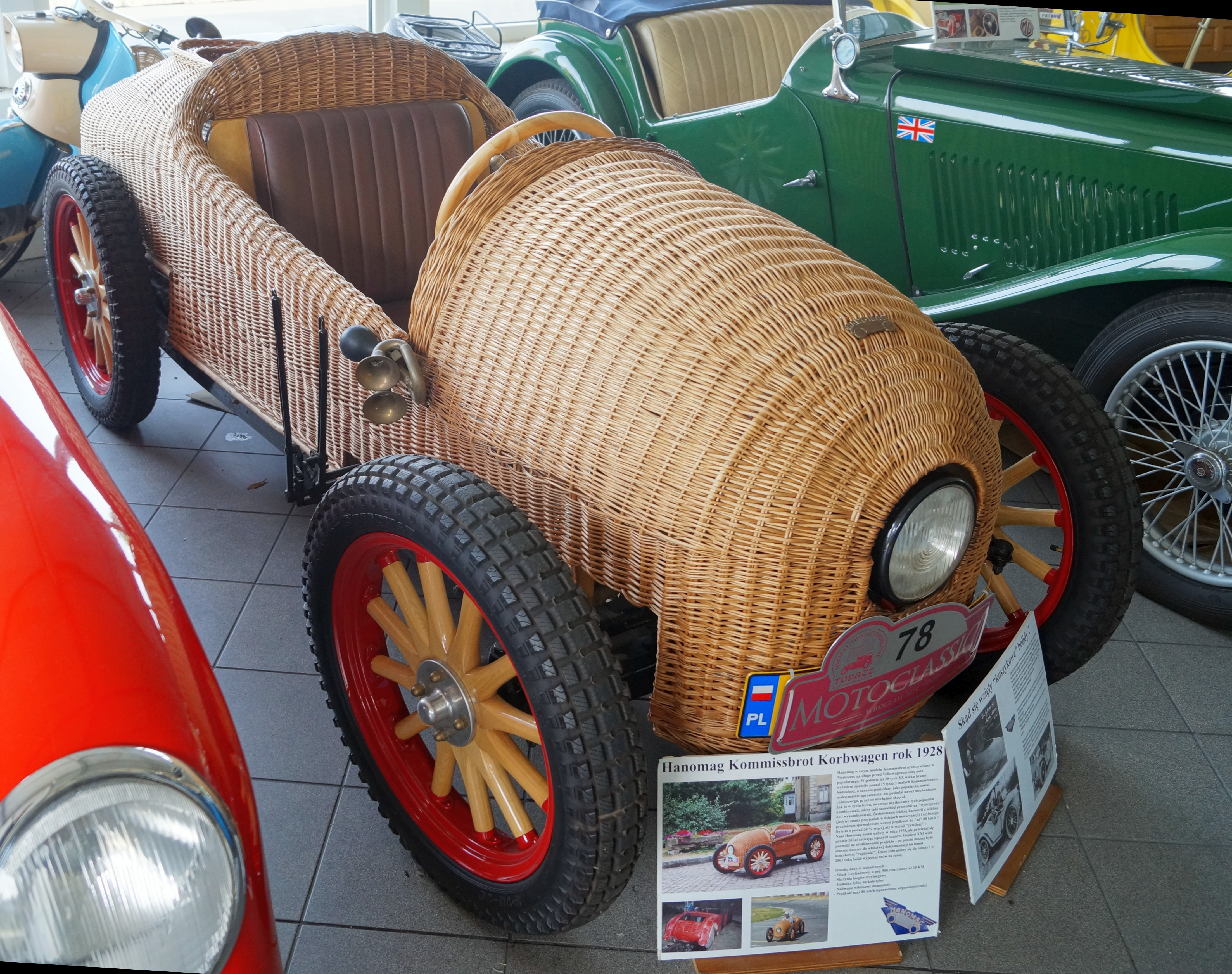
Hanomag Kommissbrot Korbwagen (1928)
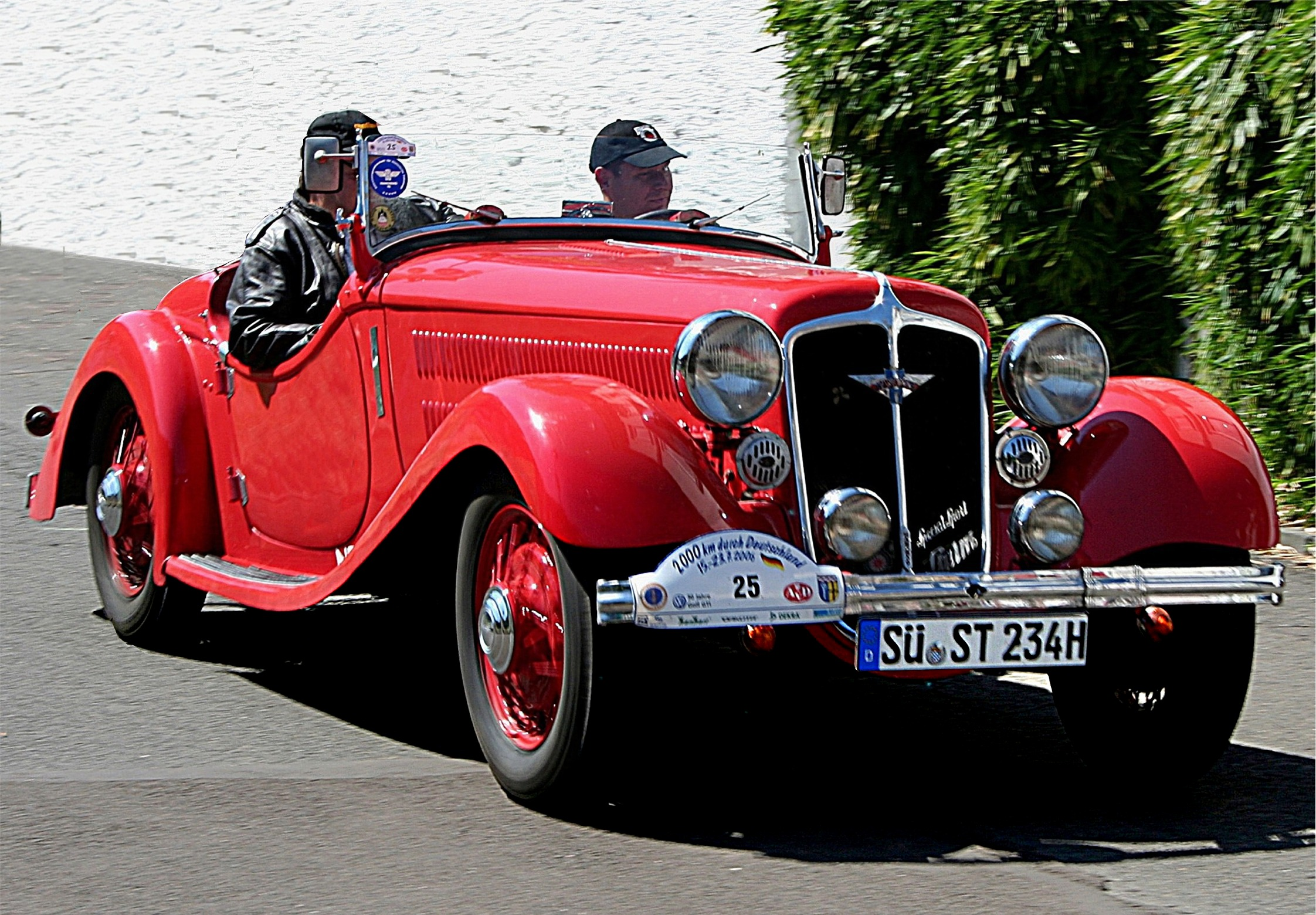
Hanomag Sturm Cabriolet (1934)
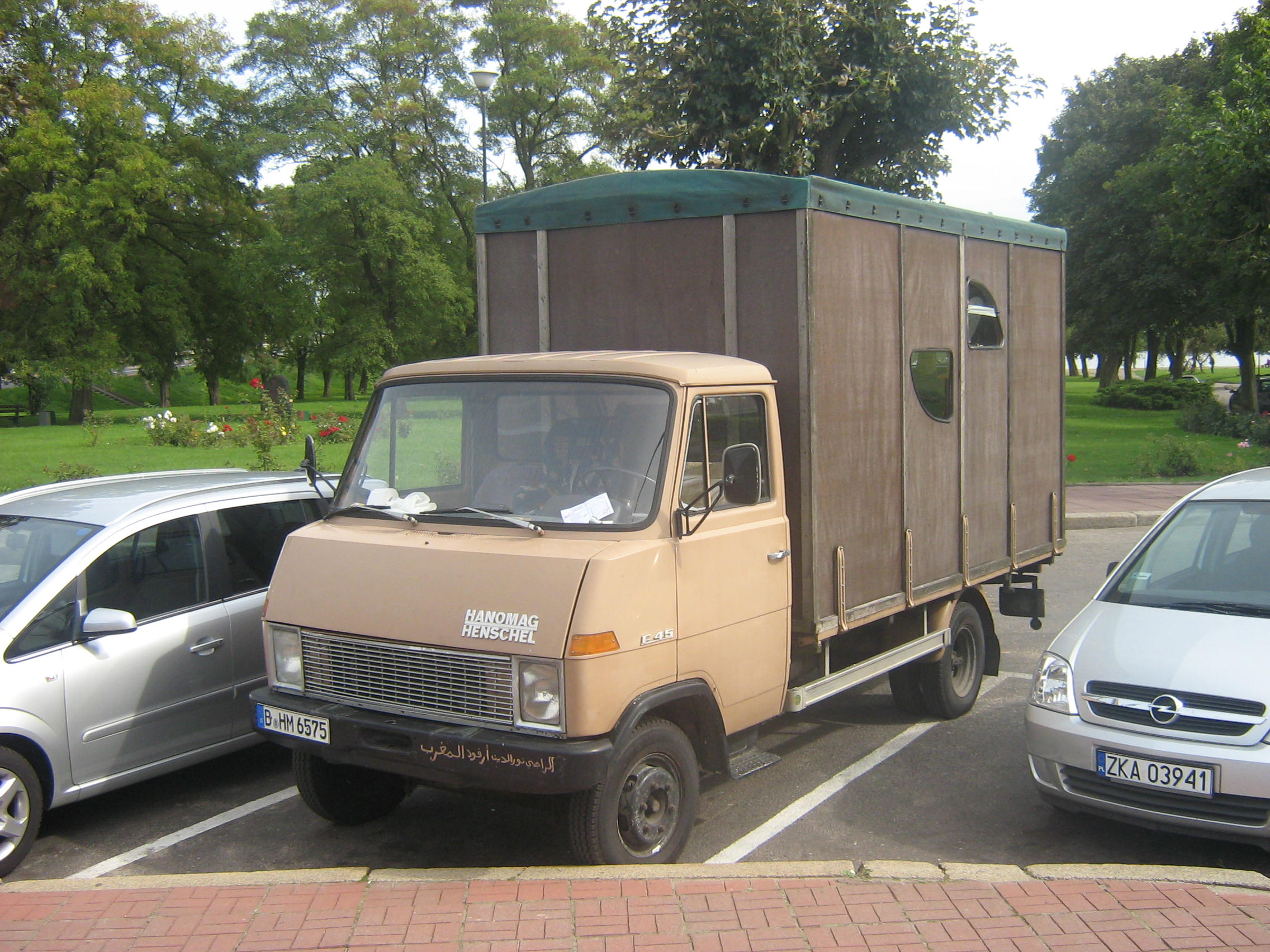
Hanomag Henschel F 45
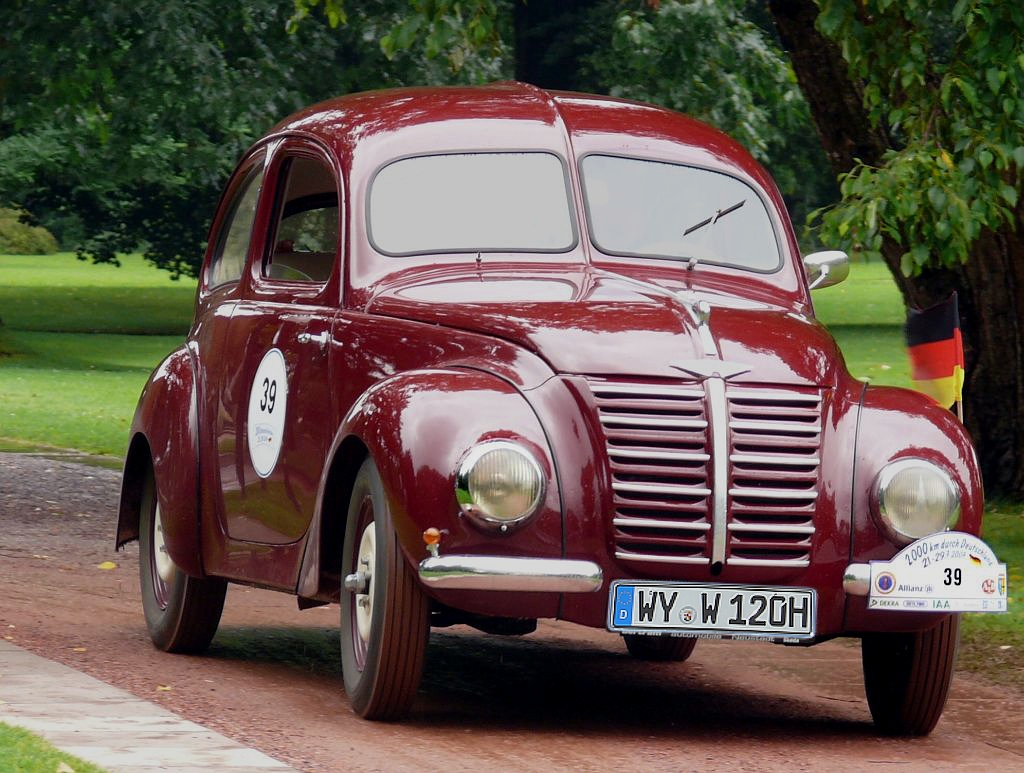
Hanomag 1.3
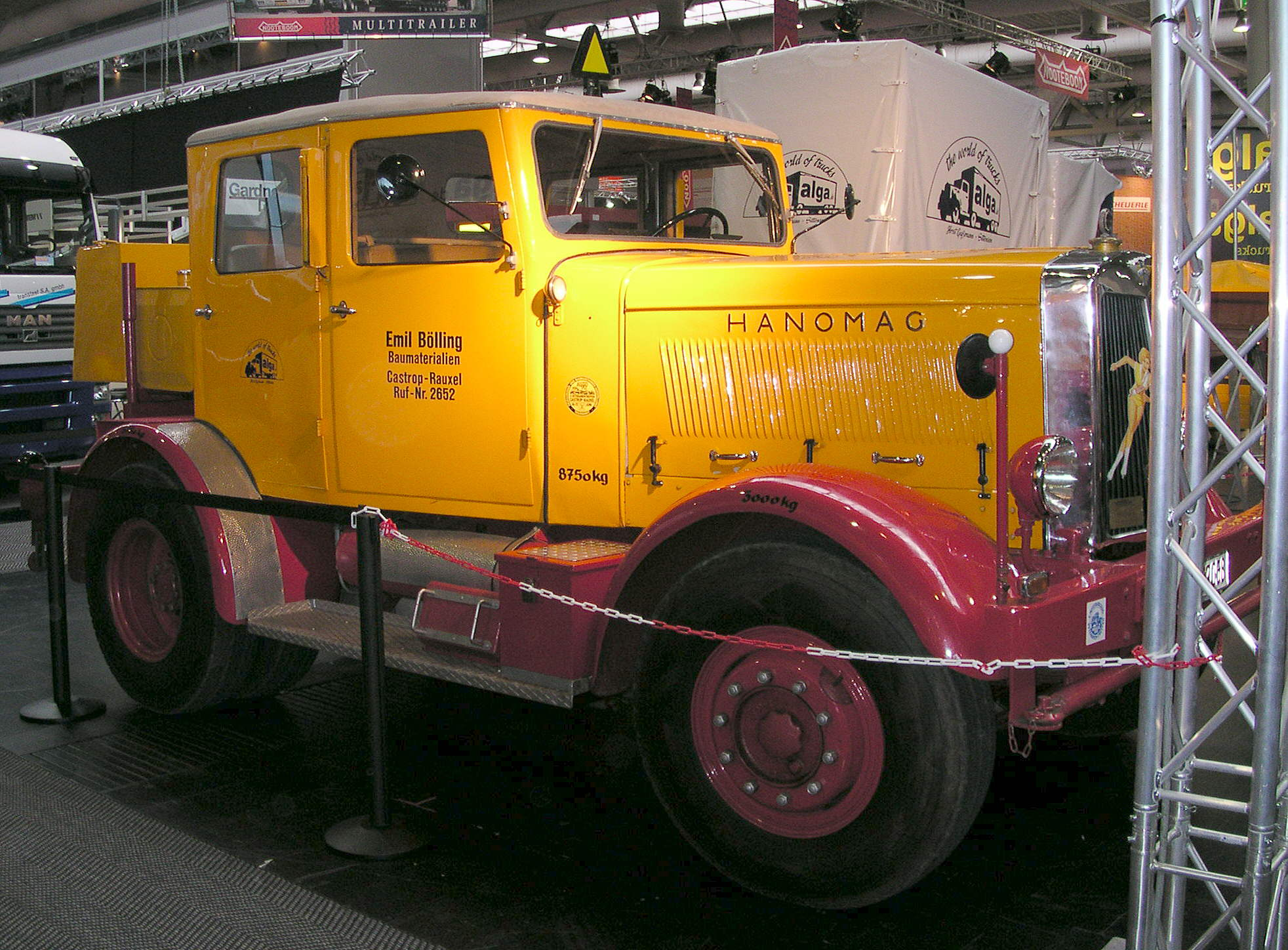
Hanomag ST 100
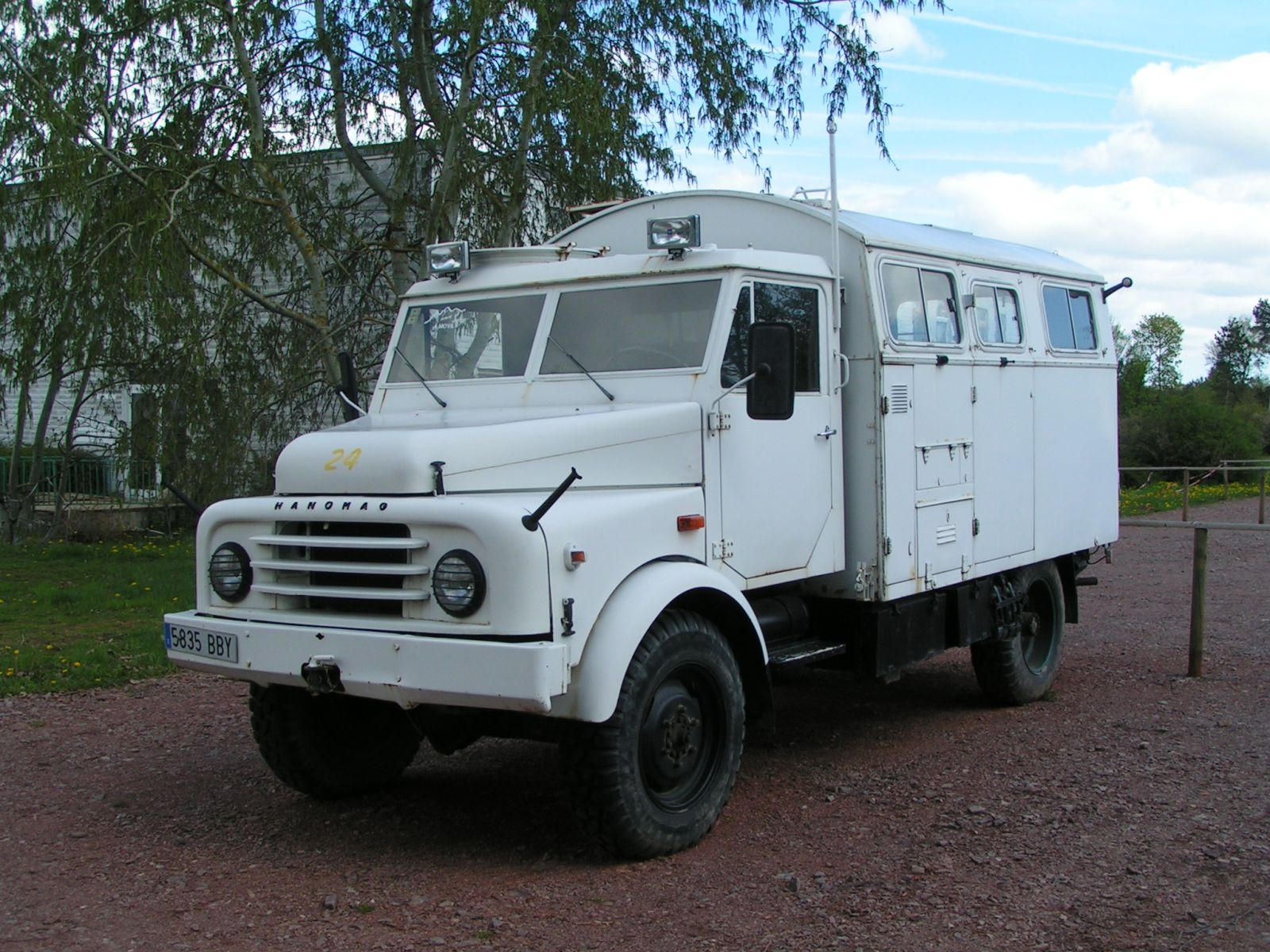
Hanomag AL28
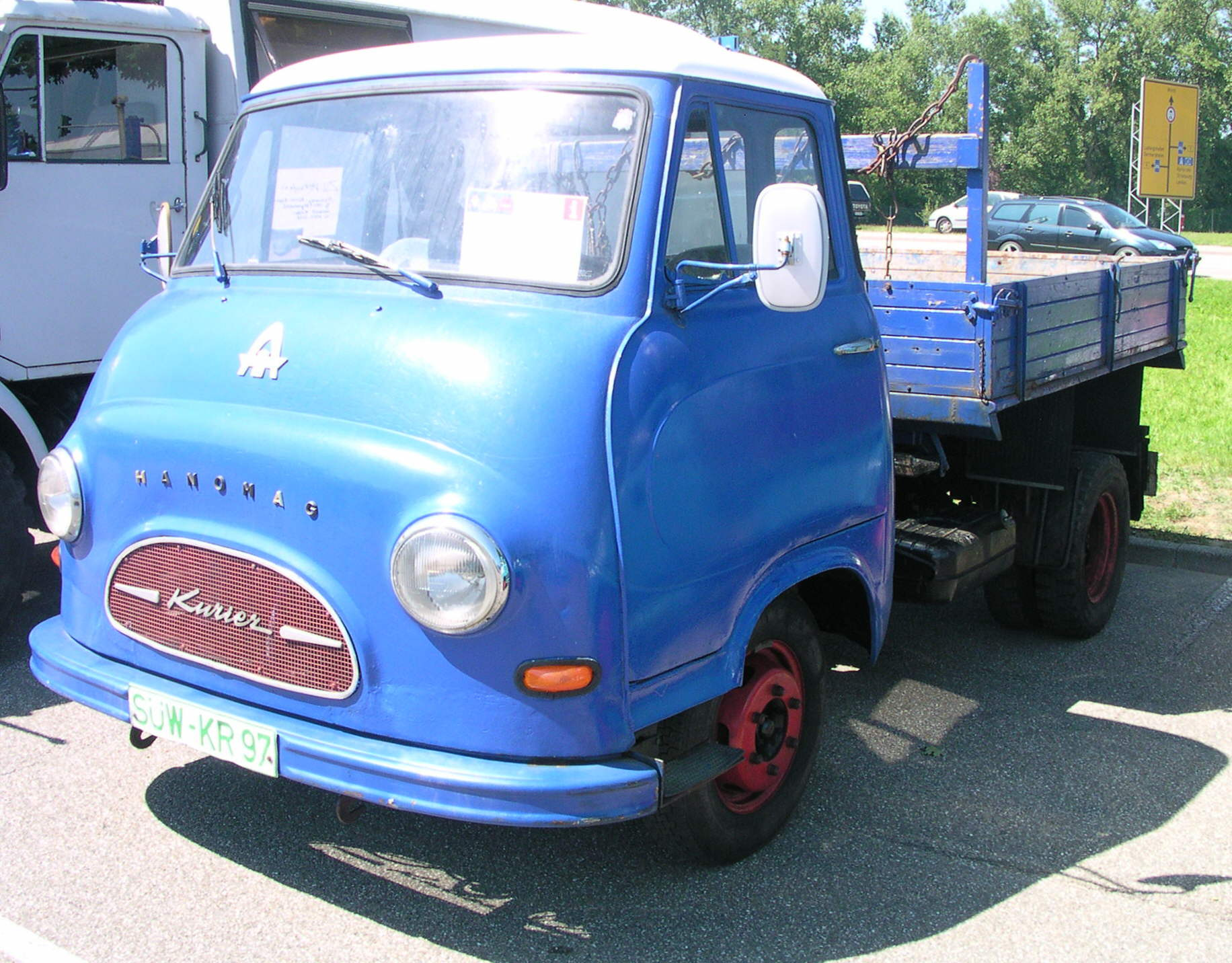
Hanomag Kurier
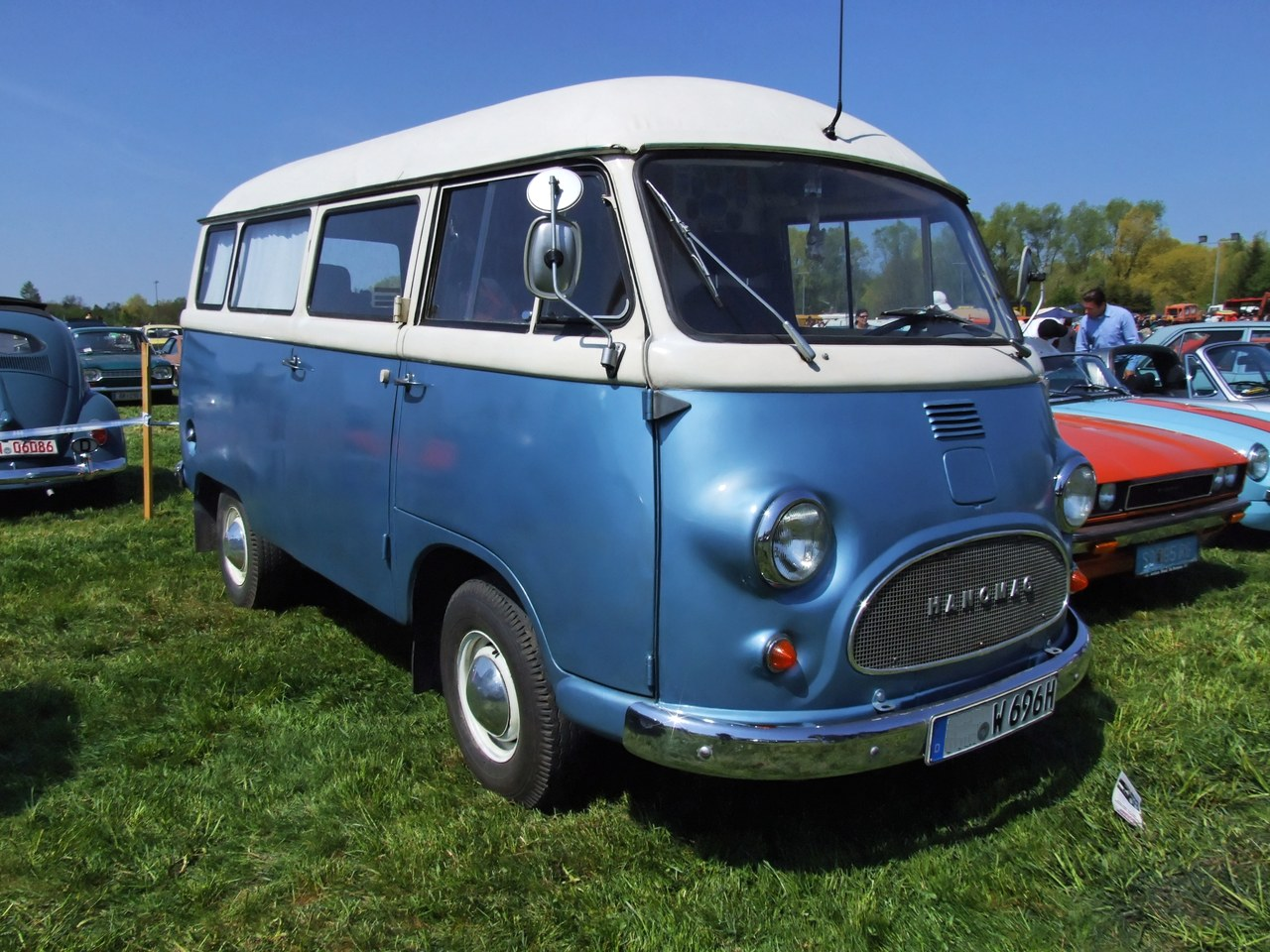
Hanomag-Tempo Matador
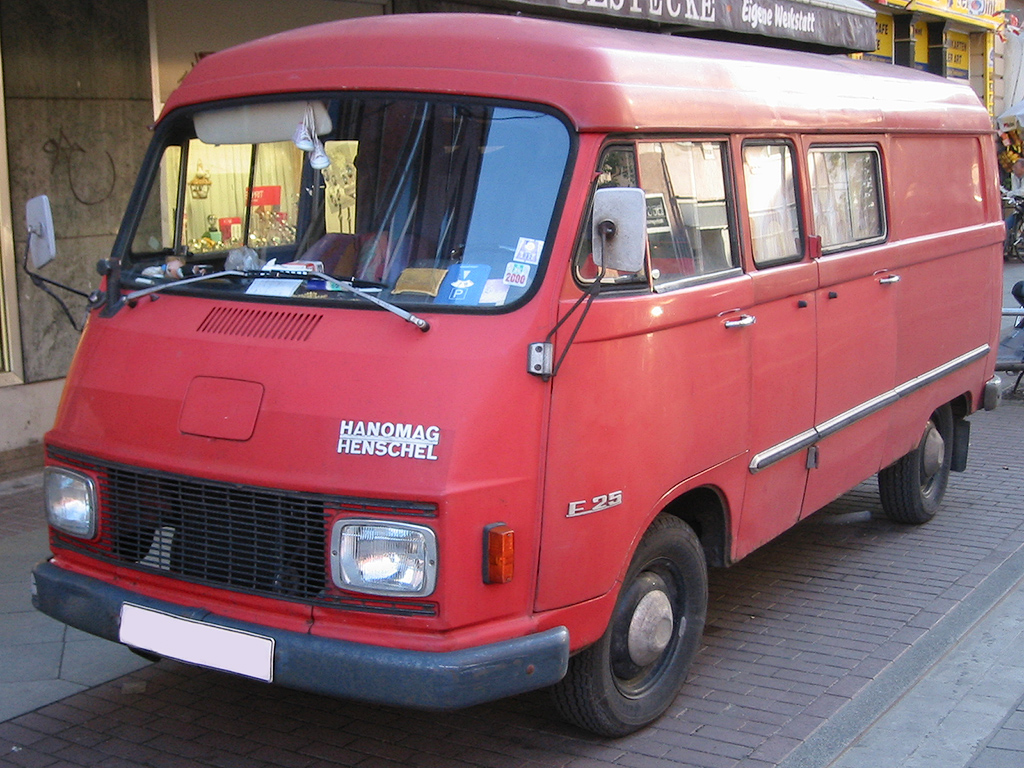
Hanomag-Henschel F 25
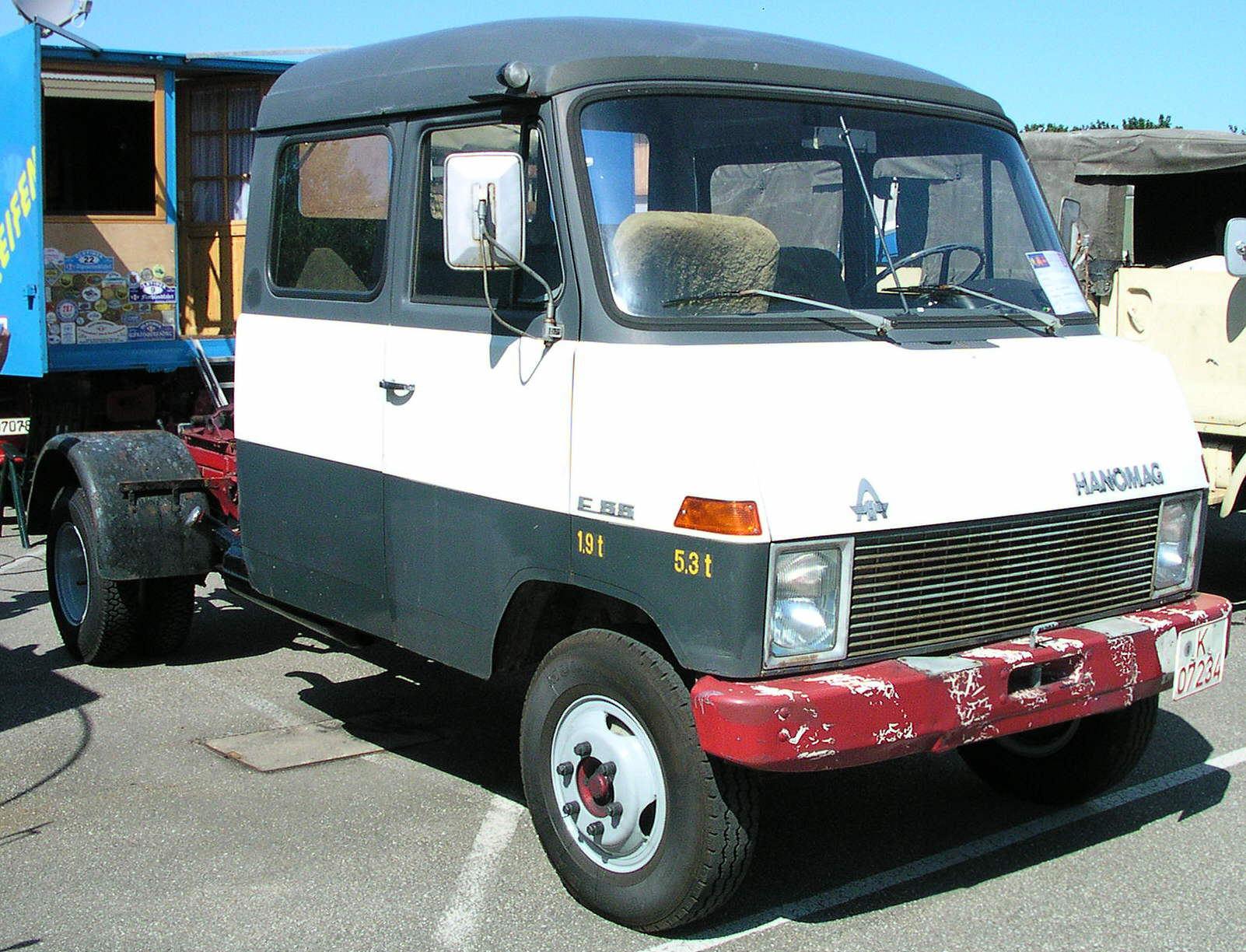
Hanomag F 55
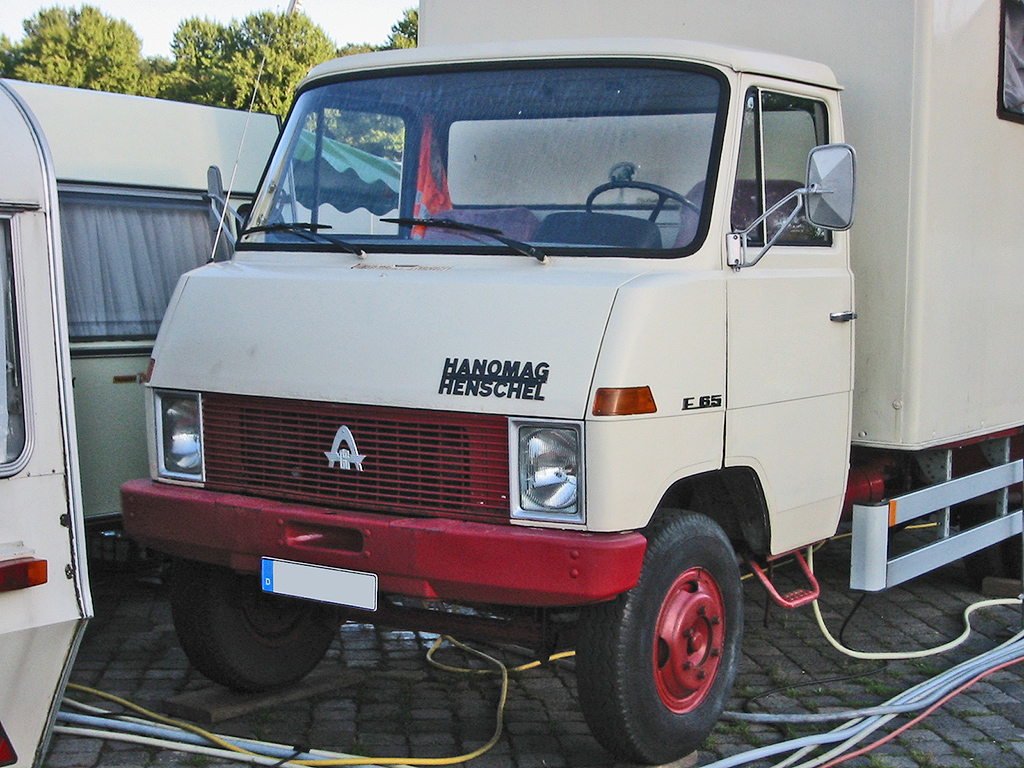
Hanomag F 65
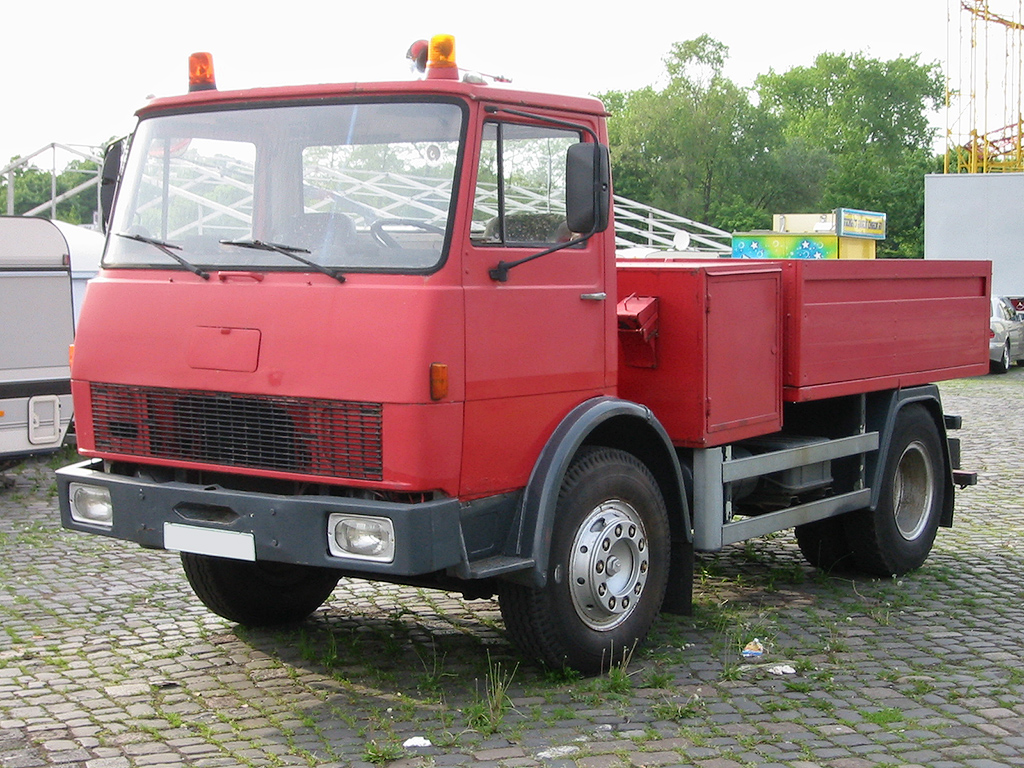
Hanomag
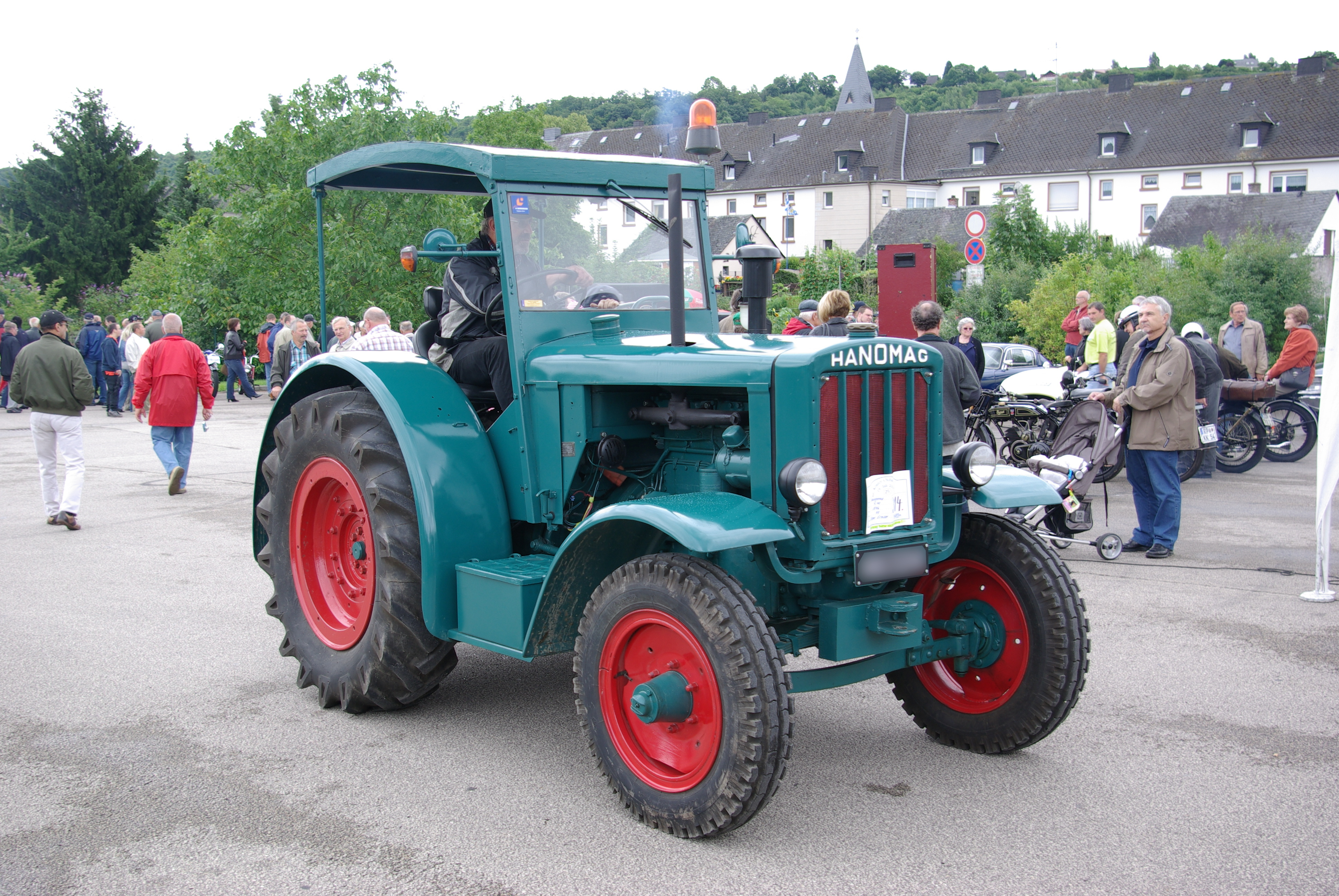
Hanomag R 40 (1946)
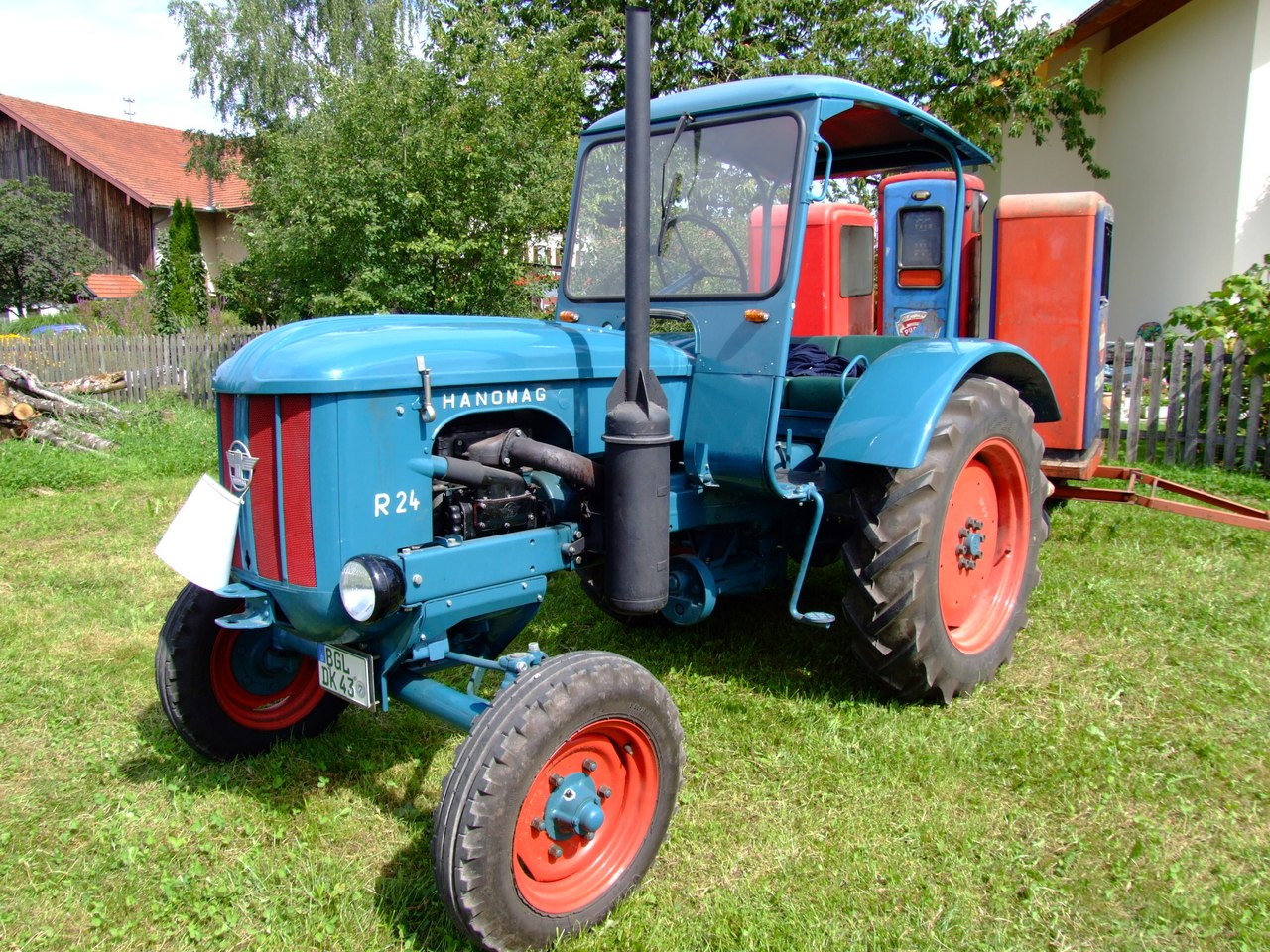
Hanomag R 24 (1955)
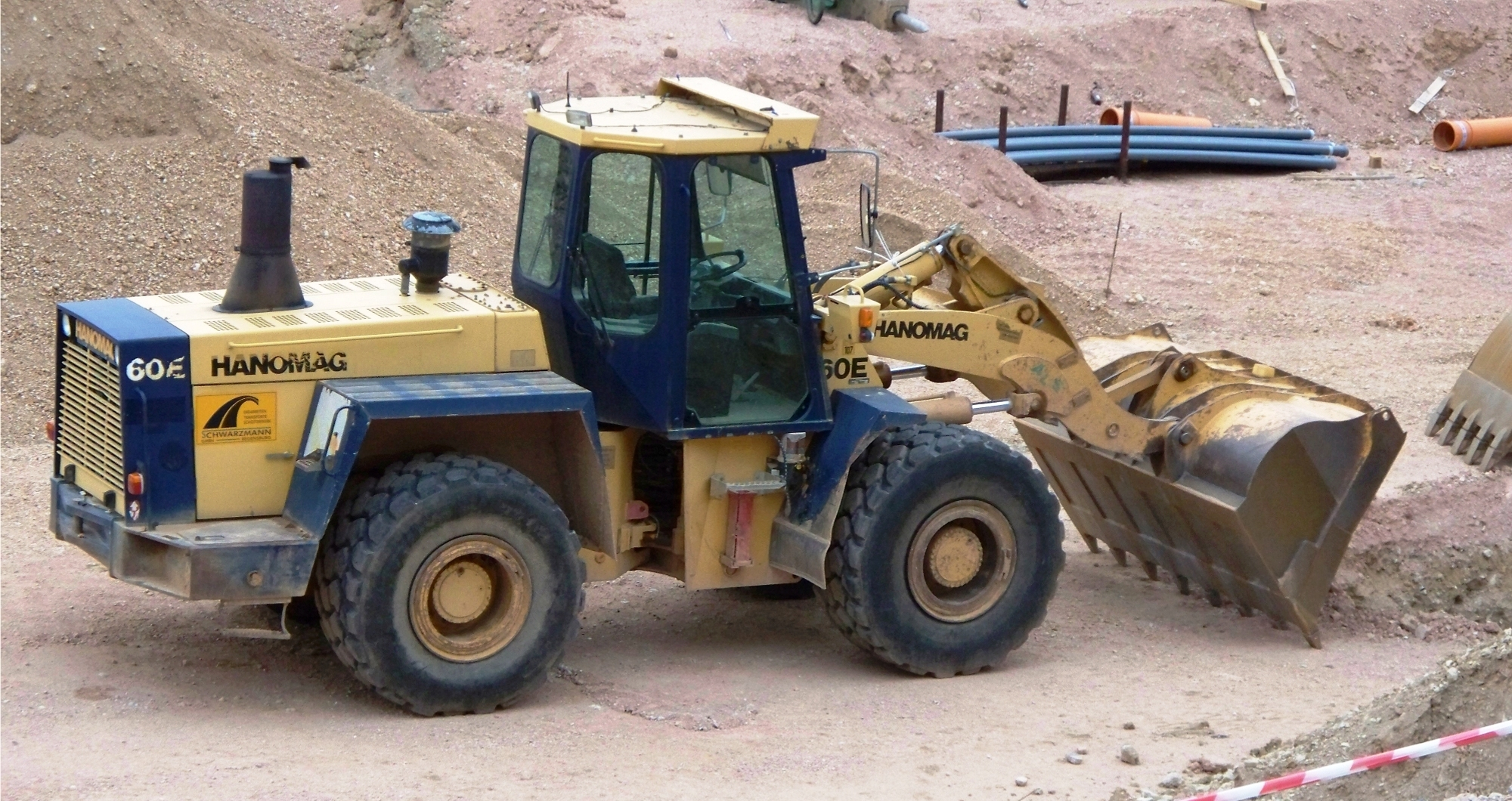
Ładowarka kołowa Hanomag